# Benedykt XIII (antypapież)
Benedykt XIII, właśc. Pedro de Luna (ur. w 1342 w Illueca, zm. 29 listopada 1422 w Peníscola) – antypapież obediencji awiniońskiej w okresie od 28 września 1394 do 26 lipca 1417.

## Życiorys

### Dzieciństwo i młodość
Pedro de Luna urodził się pod koniec 1342 roku w Illueca w Aragonii. Wywodził się z jednego z najbardziej znaczących rodów aragońskich, spokrewnionego także z dynastią królewską. W 1352, w wieku zaledwie 10 lat, został subdiakonem. W 1361 roku 19-letni wówczas Pedro de Luna otrzymał papieską dyspensę upoważniającą go do otrzymania beneficjów kościelnych w Hiszpanii pomimo nie osiągnięcia jeszcze wieku kanonicznego. W następnych latach studiował i wykładał prawo kanoniczne na uniwersytecie w Montpellier.

### Posługa kościelna
20 grudnia 1375 papież Grzegorz XI mianował go kardynałem diakonem Santa Maria in Cosmedin. W 1378 początkowo wziął udział w wyborze Urbana VI (kwiecień 1378), później jednak, wraz z innymi kardynałami doszedł do wniosku, że elekcja ta była nieważna i wypowiedział mu posłuszeństwo (9 sierpnia 1378). 20 września 1378 z udziałem Pedro de Luna doszło do wyboru Klemensa VII, pierwszego antypapieża obediencji awiniońskiej. Od grudnia 1378 Pedro de Luna był legatem antypapieża w Hiszpanii, gdzie przeciągnął na jego stronę większość tamtejszych królestw. W 1393 został legatem we Francji, gdzie rezydował w Paryżu. Deklarował wówczas poparcie dla, wypracowanej przez tamtejszy uniwersytet, koncepcji rozwiązania schizmy w kościele poprzez cesję, tj. jednoczesną abdykację obu pretendentów do tiary.

### Wybór na papieża
Podczas konklawe po śmierci Klemensa VII we wrześniu Pedro podpisał kapitulację wyborczą, w której zobowiązał się, w razie wyboru, dążyć do zakończenia schizmy, w razie potrzeby poprzez cesję. 28 września 1394 wybór awiniońskich kardynałów padł właśnie na niego; przybrał imię Benedykt XIII. 3 października 1394 przyjął święcenia kapłańskie, a 11 października sakrę biskupią.

### Pontyfikat
Wbrew oczekiwaniom Benedykt XIII po wyborze nie wykazywał chęci abdykacji, lecz z całą mocą bronił legalności swego pontyfikatu i odrzucał naciski ze strony europejskich dworów i wielu duchownych. Jego upór doprowadził w 1398 do generalnego kryzysu – królestwa Francji i Kastylii wypowiedziały mu posłuszeństwo i odcięły od dochodów z tych krajów, a większość jego kardynałów także zbuntowała się przeciw niemu. Benedykt XIII zamknął się wówczas w Awinionie, gdzie oblężony przez blisko cztery lata bronił swych praw. Ostatecznie wiosną 1403 kryzys został zażegnany: w marcu podporządkowało mu się jego kolegium kardynalskie, a niedługo potem Francja i Kastylia ponownie uznały jego władzę. W 1404 nawiązał kontakty z rzymskim papieżem Bonifacym IX, jednak negocjacje przerwała śmierć Bonifacego i wybór na jego następcą Innocentego VII, który od razu odrzucił propozycje Benedykta. Negocjacje wznowiono dopiero z następcą Innocentego, Grzegorzem XII. W kwietniu 1407 Grzegorz XII i Benedykt XIII za pośrednictwem swych pełnomocników zawarli układ przewidujący ich bezpośrednie spotkanie w Savonie koło Genui. Do spotkania tego jednak nie doszło, a w maju 1408 Francja ponownie wypowiedziała posłuszeństwo Benedyktowi i skazała go na banicję – Benedykt XIII uciekł wtedy do Perpignan. W tym samym czasie kardynałowie z obydwu obediencji, zniecierpliwieni przedłużającą się schizmą, zbuntowali się przeciw swoim papieżom i z poparciem większości państw europejskich zwołali sobór do Pizy. Z tego powodu Benedykt XIII w listopadzie 1408 ekskomunikował prawie wszystkich swoich kardynałów, jednocześnie zwołując własny sobór do Perpignan.

### Depozycja
Sobór w Pizie 5 czerwca 1409 ogłosił depozycję zarówno Benedykta XIII, jak i Grzegorza XII. Trzy tygodnie później na soborze obrano antypapieża Aleksandra V, którego rok później zastąpił Jan XXIII. Benedykt XIII nie uznał jednak tych decyzji, a poparcia nadal udzielały mu Szkocja, Aragonia, Kastylia, Nawarra i hrabstwo Armagnac w południowej Francji.
Ponieważ sobór pizański nie doprowadził do końca schizmy, w 1414 zwołano kolejny Sobór, tym razem w Konstancji. Król niemiecki Zygmunt Luksemburski próbował nakłonić Benedykta XIII do abdykacji, na co ten jednak nie chciał przystać. W tej sytuacji 26 lipca 1417 Sobór ogłosił jego depozycję, a kilka miesięcy później wybrał nowego papieża Marcina V. Tym razem decyzje te zyskały powszechne uznanie w Europie. Benedykt XIII, opuszczony przez prawie wszystkich zwolenników, nie oddał jednak tiary. Rezydował wówczas w Peñiscoli, w królestwie Aragonii, gdzie pozostał w quasi-areszcie aż do śmierci. Król Aragonii Alfons odmówił bowiem siłowego rozwiązania wobec niego, wciąż traktując go jako swoją kartę przetargową w rozgrywkach o panowanie na południu Włoch.

### Ostatnie lata i śmierć
Benedykt XIII do końca uważał się za prawowitego papieża – jeszcze 27 listopada 1422 mianował czterech nowych kardynałów, którym polecił wybór następcy po swojej śmierci. Zmarł dwa dni później, w wieku 80 lat. Jego śmierć była przez pewien czas ukrywana przez towarzyszących mu kardynałów.
Po jego śmierci wśród jego nielicznych zwolenników doszło do rozłamu – część obrała antypapieża Klemensa VIII, a część antypapieża Benedykta XIV. Żaden z nich nie odegrał już większej roli.
Imię Benedykta XIII przybrał także kardynał Vincenzo Maria Orsini, wybrany na papieża w 1724. Początkowo chciał nosić imię Benedykta XIV, ale zmienił je dla podkreślenia faktu, iż XV-wieczny Benedykt XIII był antypapieżem.